# Ragozó nyelv
A ragozó nyelv olyan nyelv, amely a különböző jelentésviszonyokat jellemzően a szóalakok kisebb-nagyobb mértékű megváltoztatásával fejezi ki. Ragozó nyelveknek tekinthetőek nyelvtipológiai szempontból:
- az agglutináló nyelvek (más néven ragasztó vagy toldalékoló nyelvek),
- az inkorporáló nyelvek (más néven bekebelező nyelvek), valamint
- számos flektáló nyelv (más néven hajlító nyelvek).

A fentiekből következően az izoláló nyelvek kivételével tulajdonkébben a Föld valamennyi nyelve ragozó nyelvnek tekinthető.